# Шумове забруднення
Шумове́ забру́днення атмосфери — різновид фізичного забруднення, яке виникає в результаті перевищення звичайного рівня шуму й аномальних змін характеристик звуку (періодичності, гучності, сили, тиск, тощо) на робочих місцях, у населених пунктах, внаслідок роботи транспорту, механізмів, промислових об'єктів та обладнання, побутових приладів, тощо. 
Шум — це сукупність звуків різної частоти та інтенсивності, що виникають у результаті коливального руху частинок у пружних середовищах (твердих, рідких, газоподібних). Поняття шумового забруднення формується в результаті вивчення впливу різноманітних звуків на людину. Інтенсивність шумового забруднення (тиску) вимірюється в децибелах (дБ). Шуми інтенсивністю 30-80 дБ не завдають шкоди людському організму. Водночас шуми інтенсивністю 85 дБ і більше призводять до фізіологічних і психологічних негативних наслідків на нервову систему, сон, емоції, працездатність. На сьогодні проблема шумового забруднення є дуже актуальною, оскільки воно зростає з часом все більше.
Шумове завжди вважалося менш небезпечною формою забруднення, ніж інші види екологічного забруднення, а люди практично не хвилюються про те, як шум впливає на їхнє здоров'я. Проте дані Бюро національної статистики Великої Британії показують, що кількість скарг на шум в країні в останні 20 років зросла в 5 разів. Виходить, що таким чином шум дійсно стає для людей все серйознішою загрозою, повідомляє УНІАН.

## Основні джерела шумового забруднення
У зв'язку із зростанням кількості автомашин (які є найпоширенішим джерелом шуму), індустріалізацією міст, зростанням транспортної рухливості населення, ростом технічного оснащення міського господарства розширюються контакти між техногенним середовищем міста і природного середовища. Сільські ландшафти і приміські території зазнають активного впливу шосейних доріг і залізниць, аеродромів та річкових портів. До цих джерел шуму відносяться також залізничні вузли і станції, великі автовокзали і автогосподарства, мотелі і кемпінги, трейлерні парки, промислові об'єкти і великі бази будівельної індустрії, енергетичні установки. Спричинювати додаткове шумове навантаження може також недосконале планування міст, розміщення в їх межах джерел сильного шуму, наприклад, аеропортів, автомагістралей, підприємств. Джерелами шумів є також гучномовні пристрої, ліфти, телевізори, радіоприймачі, музичні інструменти, юрби людей і окремі особи. Для багатьох великих міст джерелом значного шуму є залізничні підприємства, відкриті ділянки метрополітену і міські трамваї.

## Шумове забруднення середовища і вплив шуму на людину
Шум негативно впливає на різні системи організму: серцево-судинну, нервову, порушує сон, увагу, збільшує роздратованість, депресію, неспокій, подразнення, може впливати на дихання і травну систему; Ушкодження слухової функції з тимчасовою або постійною втратою слуху; порушення здатності передавати та сприймати звуки мовного спілкування; відволікання уваги від звичайних занять; зміни фізіологічних реакцій людини на стресові сигнали; вплив на психічне і соматичне здоров'я; дію на трудову діяльність і продуктивність праці. Дослідження свідчать про несприятливий вплив шуму на центральну нервову, серцево-судинну систему і органи травлення. Порушення стану функціонування центральної нервової системи під впливом шуму призводить до ослаблення уваги і працездатності, особливо розумової. [7, c. 54-55]
Але шум може впливати і позитивно. Такий вплив на людину чинить, наприклад, шелест листя дерев, помірний стукіт дощових крапель, рокіт морського прибою. Позитивний та лікувальний вплив спокійної приємної музики відомий з давніх часів. Тому різноманітні оздоровчі процедури супроводжують спокійною симфонічною або шлюзовою музикою. Є навіть такий напрям нетрадиційної медицини як звукотерапія. Нерідко шум несе важливу інформацію. Автомобіліст уважно прислухається до звуків, які видає мотор, шасі, інші частини автомобіля, що рухається, бо будь-який сторонній шум може попередити аварію. Також за допомогою шуму, спричиненого рухом кораблів та підводних човнів, їх виявляють і пеленгують. Шум відіграє велику роль в акустиці, радіотехніці, радіоастрономії і навіть медицині. Шумове забруднення навколишнього середовища увесь час зростає. Особливо це стосується великих міст. Опитування жителів міст довело, що шум турбує понад 50 % опитаних. Причому, в останні десятиліття рівень шуму зріс у 10-15 разів.
Зменшення рівня шуму поліпшує самопочуття людини і підвищує продуктивність праці. З шумом необхідно боротися як на виробництві так і в побуті. Уміння дотримуватися тиші — показник культури людини і її доброзичливого ставлення до навколишніх. Тиша потрібна людям так само, як сонце і свіже повітря.
Не менш важливе значення для здоров'я і самопочуття людини має вібрація.
Вібрація — це коливання твердих тіл, частин апаратів, машин, устаткування, споруд, що сприймаються організмом людини як струс.
Часто вібрації супроводжуються почутим шумом.
Джерелами вібрації у містах є: рейковий транспорт, автомобільний транспорт, будівельна техніка, промислові установки.
Зазвичай вібрація розповсюджується від її джерела на відстань до 100 м. Найпотужніше джерело вібрації — залізничний транспорт. Коливання ґрунту поблизу залізниці перевищує землетрус силою 6–7 балів. У метро інтенсивна вібрація розповсюджується на 50–70 м.
Тривалий вплив вібрації викликає фахове захворювання — вібраційну хворобу.
Розрізняють загальну і локальну вібрації. Локальна вібрація зумовлена коливаннями інструмента й устаткування, що передаються до окремих частин тіла. При загальній вібрації коливання передаються всьому тілу від механізмів через підлогу, сидіння або робочий майданчик. Найнебезпечніша частота загальної вібрації 6-9 Гц, оскільки вона збігається з власною частотою коливань внутрішніх органів людини. В результаті цього може виникнути резонанс, це призводить до переміщень і механічних ушкоджень внутрішніх органів. Резонансна частота серця, живота і грудної клітки — 5 Гц, голови — 20 Гц, центральної нервової системи — 25- Гц. Частоти сидячих людей становлять від 3 до 8 Гц[4, c. 139—140].
Результати акустичних вимірів та соціологічні дослідження свідчать, що головним джерелом акустичного забруднення в містах є автотранспорт. Приблизно кожний другий міський житель страждає від створюваного ним шуму.
Шкідливий вплив не тільки на населення, а й на споруди спричиняє вібрація уздовж ліній метрополітену.
Значним джерелом порушення акустичного режиму на забудованих територіях населених пунктів є авіаційний транспорт.
Особливе значення проблема захисту від шуму має в курортних та рекреаційних зонах міст, де до створення комфортних акустичних умов висуваються більш високі вимоги.
Акустичне навантаження на міське населення значною мірою посилюється за рахунок внутрішніх джерел. Доза звукової енергії значно перевищує допустиму санітарними нормами СН 3077–84 для житлових приміщень і може становити приблизно 60 % регламенту для промислових умов.
На сьогодні спостерігається тенденція до розширення площ акустичного дискомфорту на забудованих територіях. Недосконалість законодавчо-нормативної бази, відсутність економічних важелів регулювання допустимих рівнів звуку є причиною зростання акустичного забруднення міст.
Значна кількість обладнання, устаткування, приладдя на підприємствах за віброакустичними параметрами не відповідає встановленим нормативам.
Рівні акустичного забруднення у містах можуть справляти негативний вплив на здоров'я і самопочуття населення, у тому числі збільшувати кількість серцево-судинних захворювань.

## Основні пріоритети в зниженні рівня акустичного забруднення
На сьогодні спостерігається тенденція до розширення площ акустичного дискомфорту на забудованих територіях. Недосконалість законодавчо-нормативної бази, відсутність економічних важелів регулювання допустимих рівнів звуку є причиною зростання акустичного забруднення міст.
Існуючі стандарти щодо акустичного забруднення не мають достатнього сучасного технічного, правового та соціально-економічного обґрунтування. Назріла суттєва необхідність переходу до більш виваженого нормування акустичного навантаження, його гармонізації із світовим законодавством.
В акустиці для вимірювання інтенсивності звуків або шуму застосовують спеціальну систему, яка враховує логарифмічну залежність між подразненням і слуховим сприйняттям, — шкалу бел і децибел. Вона відповідає фізіологічному сприйняттю і уможливлює різке скорочення діапазону значень вимірюваних величин. За цією шкалою кожен наступний ступінь звукової енергії перевищує попередній у 10 разів. Логарифмічна одиниця, яка відбиває десятиразовий ступінь збільшення інтенсивності звуку називається белом (Б), тобто є десятковим логарифмом відношення інтенсивностей звуків. Отже при вимірювані інтенсивності звуків використовують не абсолютні величини звукової енергії або тиску, а відносні, які виражають відношення енергії або тиску звуку до порогових для слуху значень енергії або тиску. Діапазон енергії, який сприймається слухом, як звук, становить 13 — 14 Б. Для зручності використовують не бел, а одиницю, що в 10 разів менша — децибел (дБ). Децибел приблизно відповідає мінімальному приросту інтенсивності звуку, який розрізняє вухо. Вимірювані в такий спосіб величини називаються рівнями інтенсивності звуку, або рівнями звукового тиску.
Основні пріоритети в зниженні рівня акустичного забруднення: удосконалення гігієнічних нормативів, оцінки і розрахунку акустичних показників для різних джерел звуку;
розроблення поточних та перспективних карт акустичного забруднення міст;
зниження акустичного навантаження на населення і працівників транспортних засобів;
зменшення втрат, пов'язаних із зниженням працездатності і захворюваністю в умовах акустичного забруднення;
розроблення та впровадження економічних важелів регулювання акустичного навантаження.
План дій
1. Гармонізація нормативно-правових актів і методики оцінки акустичного впливу на здоров'я населення з вимогами директив ЄС.
2. Проведення моніторингу акустичного забруднення населених пунктів.
3. Розроблення нових конструктивних рішень щодо використання матеріалів із звукоізоляційними і звукопоглинальними властивостями під час проектування обладнання, устаткування, виробничо-побутових приладів, інструментів, транспортних засобів, внутрішніх джерел звуку у будинках.
4. Розроблення раціональних способів планування будинків і територій забудови, забезпечення дотримання розмірів зон обмеження забудови в умовах несприятливого впливу шуму.
5. Розроблення заходів (методичних та інструментальних) боротьби з акустичним перевантаженням та включення цих заходів до регіональних і місцевих планів дій з гігієни довкілля.
Ефективним заходом боротьби з шумом у містах є озеленення. Дерева, які посаджені близько одне від одного, оточені густими кущами, значно знижують рівень техногенного шуму і покращують міське середовище.
Деякі поради щодо зменшення шуму в квартирі міського будинку:
- відрегулюйте у найсприятливішому для вас режимі гучність дзвоника вхідних дверей та телефону;
- для звукоізоляції стін використовуйте гіпсокартонні плити (їх закріплюють під шпалерами) або спеціальні прокладки з натуральної пробки під лінолеум, килимове покриття або паркет;
- щоб двері не скрипіли, змажте їх машинним мастилом, щоб не стукали, прибийте до одвірка смужку тонкої гуми;
- замініть двері у ванну кімнату на пластикову або дерев'яну, яка герметично закривається;
- коли на кухні відкритий кран або працює витяжка, не вмикайте там телевізор;
- привчайте домочадців щільніше прикривати двері в свої кімнати, не вмикати телевізор і магнітофон на повну гучність. [6, c. 59-160] [8, c. 164—166].
Шумове забруднення навколишнього середовища увесь час зростає. Особливо це стосується великих міст. Опитування жителів міст довело, що шум турбує понад 50 % опитаних. Причому, в останні десятиліття рівень шуму зріс у 10-15 разів.
Зменшення рівня шуму поліпшує самопочуття людини і підвищує продуктивність праці. З шумом необхідно боротися як на виробництві так і в побуті. Уміння дотримуватися тиші — показник культури людини і її доброзичливого ставлення до навколишніх. Тиша потрібна людям так само, як сонце і свіже повітря.
2 % всіх смертей викликано захворюваннями, пов'язаними з надмірним шумом. До такого висновку прийшли експерти Всесвітньої організації охорони здоров'я. Підвищений рівень шуму створює у людей стан тривоги, а звідси — інфаркти і інсульти. Щорічно тисячі людей вмирають від нестачі тиші і спокою лише в одній Великій Британії.
Органи чуття людини сприймають звуки навколо, навіть коли людина спить. Потім баланс гормонів в організмі порушується, що у свою чергу примушує працювати з напругою багато органів. А коли людина достатньо довго живе в місці з підвищеним рівнем шуму, то це може викликати не тільки психологічні, але і фізіологічні зміни, які є прямою загрозою людському життю.
На сьогоднішній день підвищеному рівню шуму під час сну піддаються 2 % жителів Європи. Нормальне людське вухо чує звуки від 25 дБ (децибел), а звичайний побутовий шум в середньому близько 70 дБ ніякої небезпеки для людини не представляє. Без проблем для здоров'я людина може витримати звук 120 дБ.
У країнах ЄС діє закон, що регламентує рівень шуму в межах 85 децибел, протягом 8 годин щодня, але не більше. При цьому громадських установах, медичних установах, школах, дитячих садах, офісах максимальний шумовий рівень не повинен перевищувати 30-35 дБ, рівень шуму в житлових приміщеннях вдень — 40 дБ, а вночі — 30 дБ.
Проте, в багатьох житлових приміщеннях в Європі рівень шуму становить 50-60 децибел — це приблизно рівно звуку працюючої посудомийної машини.
Особливою шумопоглинаючою здатністю наділені рослини. Насадження клена, тополі, липи поглинають від 10 до 20 дБ звукових сигналів. Густа жива загорожа здатна зменшити шум автотраси у 10 разів.